# Claudio Suárez
Claudio Suárez Sánchez (Texcoco, 17 dicembre 1968) è un ex calciatore messicano, di ruolo difensore.

## Carriera

### Club
Ha iniziato la carriera esordendo nel 1988 nel campionato messicano con l'UNAM, una delle maggiori squadre del suo paese con cui ha militato fino al 1996, dopo aver vinto il titolo nazionale nel 1991. Passato al Guadalajara, ha subito conquistato nella prima stagione il suo secondo titolo nazionale.
Dopo 4 anni si è trasferito ad un'altra squadra messicana, il Tigres, con il quale è rimasto fino alla stagione 2006, quando si è trasferito negli Stati Uniti al CD Chivas dopo 490 partite nella massima serie messicana.

### Nazionale
Con la nazionale del suo paese ha giocato ben 177 partite al 1º giugno 2006, record di tutti i tempi per il Messico e seconda prestazione (all'epoca) al mondo come numero di presenze per un giocatore con la sua nazionale. L'unico giocatore ad aver giocato più partite era l'egiziano Ahmed Hassan.
Suárez ha esordito il 25 luglio 1992 contro El Salvador, ha preso poi parte a tre campionati del mondo (1994, 1998 e 2006), inoltre ha giocato e vinto la FIFA Confederations Cup del 1999. Con la nazionale messicana ha vinto inoltre 3 CONCACAF Gold Cup (1993, 1996, 1998).
Il suo bottino in nazionale potrebbe essere stato ancor maggiore, raggiungeva già le 170 presenze a inizio 2002: dopo di allora Suárez in quattro anni ha giocato sole 3 partite, venendo poi richiamato a far parte stabilmente della nazionale a partire dalla primavera 2006.

## Statistiche

### Cronologia presenze e reti in nazionale
| Cronologia completa delle presenze e delle reti in nazionale ― Messico | Cronologia completa delle presenze e delle reti in nazionale ― Messico | Cronologia completa delle presenze e delle reti in nazionale ― Messico | Cronologia completa delle presenze e delle reti in nazionale ― Messico | Cronologia completa delle presenze e delle reti in nazionale ― Messico | Cronologia completa delle presenze e delle reti in nazionale ― Messico | Cronologia completa delle presenze e delle reti in nazionale ― Messico | Cronologia completa delle presenze e delle reti in nazionale ― Messico |
| Data                                                                   | Città                                                                  | In casa                                                                | Risultato                                                              | Ospiti                                                                 | Competizione                                                           | Reti                                                                   | Note                                                                   |
| ---------------------------------------------------------------------- | ---------------------------------------------------------------------- | ---------------------------------------------------------------------- | ---------------------------------------------------------------------- | ---------------------------------------------------------------------- | ---------------------------------------------------------------------- | ---------------------------------------------------------------------- | ---------------------------------------------------------------------- |
| 25-7-1992                                                              | San Salvador                                                           | El Salvador                                                            | 1 – 2                                                                  | Messico                                                                | Amichevole                                                             | -                                                                      |                                                                        |
| 2-8-1992                                                               | Barranquilla                                                           | Colombia                                                               | 0 – 0                                                                  | Messico                                                                | Amichevole                                                             | -                                                                      |                                                                        |
| 16-8-1992                                                              | Mosca                                                                  | Russia                                                                 | 2 – 0                                                                  | Messico                                                                | Amichevole                                                             | -                                                                      |                                                                        |
| 19-8-1992                                                              | Sofia                                                                  | Bulgaria                                                               | 1 – 1                                                                  | Messico                                                                | Amichevole                                                             | -                                                                      |                                                                        |
| 26-8-1992                                                              | Bucarest                                                               | Romania                                                                | 2 – 0                                                                  | Messico                                                                | Amichevole                                                             | -                                                                      |                                                                        |
| 7-10-1992                                                              | Tokyo                                                                  | Giappone                                                               | 0 – 2                                                                  | Messico                                                                | Amichevole                                                             | -                                                                      |                                                                        |
| 14-10-1992                                                             | Dresda                                                                 | Germania                                                               | 1 – 1                                                                  | Messico                                                                | Amichevole                                                             | -                                                                      |                                                                        |
| 22-10-1992                                                             | Zagabria                                                               | Croazia                                                                | 3 – 0                                                                  | Messico                                                                | Amichevole                                                             | -                                                                      |                                                                        |
| 8-11-1992                                                              | Kingstown                                                              | Saint Vincent e Grenadine                                              | 0 – 4                                                                  | Messico                                                                | Qual. Mondiali 1994                                                    | 1                                                                      |                                                                        |
| 15-11-1992                                                             | Città del Messico                                                      | Messico                                                                | 2 – 0                                                                  | Honduras                                                               | Qual. Mondiali 1994                                                    | -                                                                      |                                                                        |
| 22-11-1992                                                             | Città del Messico                                                      | Messico                                                                | 4 – 0                                                                  | Costa Rica                                                             | Qual. Mondiali 1994                                                    | 1                                                                      |                                                                        |
| 29-11-1992                                                             | San Jose                                                               | Costa Rica                                                             | 2 – 0                                                                  | Messico                                                                | Qual. Mondiali 1994                                                    | -                                                                      |                                                                        |
| 6-12-1992                                                              | Città del Messico                                                      | Messico                                                                | 11 – 0                                                                 | Saint Vincent e Grenadine                                              | Qual. Mondiali 1994                                                    | -                                                                      |                                                                        |
| 13-12-1992                                                             | Tegucigalpa                                                            | Honduras                                                               | 1 – 1                                                                  | Messico                                                                | Qual. Mondiali 1994                                                    | -                                                                      |                                                                        |
| 20-1-1993                                                              | Firenze                                                                | Italia                                                                 | 2 – 0                                                                  | Messico                                                                | Amichevole                                                             | -                                                                      |                                                                        |
| 27-1-1993                                                              | Las Palmas                                                             | Spagna                                                                 | 1 – 1                                                                  | Messico                                                                | Amichevole                                                             | -                                                                      |                                                                        |
| 10-2-1993                                                              | Monterrey                                                              | Messico                                                                | 2 – 0                                                                  | Romania                                                                | Amichevole                                                             | -                                                                      |                                                                        |
| 4-4-1993                                                               | San Salvador                                                           | El Salvador                                                            | 2 – 1                                                                  | Messico                                                                | Qual. Mondiali 1994                                                    | -                                                                      |                                                                        |
| 11-4-1993                                                              | Città del Messico                                                      | Messico                                                                | 3 – 0                                                                  | Honduras                                                               | Qual. Mondiali 1994                                                    | -                                                                      |                                                                        |
| 25-4-1993                                                              | Città del Messico                                                      | Messico                                                                | 4 – 0                                                                  | Canada                                                                 | Qual. Mondiali 1994                                                    | -                                                                      |                                                                        |
| 2-5-1993                                                               | Tegucigalpa                                                            | Honduras                                                               | 1 – 4                                                                  | Messico                                                                | Qual. Mondiali 1994                                                    | -                                                                      |                                                                        |
| 9-5-1993                                                               | Toronto                                                                | Canada                                                                 | 1 – 2                                                                  | Messico                                                                | Qual. Mondiali 1994                                                    | -                                                                      |                                                                        |
| 10-6-1993                                                              | Città del Messico                                                      | Messico                                                                | 3 – 1                                                                  | Paraguay                                                               | Amichevole                                                             | -                                                                      |                                                                        |
| 16-6-1993                                                              | Machala                                                                | Messico                                                                | 1 – 2                                                                  | Colombia                                                               | Coppa America 1993 - 1º turno                                          | -                                                                      |                                                                        |
| 20-6-1993                                                              | Guayaquil                                                              | Argentina                                                              | 1 – 1                                                                  | Messico                                                                | Coppa America 1993 - 1º turno                                          | -                                                                      |                                                                        |
| 23-6-1993                                                              | Portoviejo                                                             | Messico                                                                | 0 – 0                                                                  | Bolivia                                                                | Coppa America 1993 - 1º turno                                          | -                                                                      |                                                                        |
| 27-6-1993                                                              | Quito                                                                  | Messico                                                                | 4 – 2                                                                  | Perù                                                                   | Coppa America 1993 - Quarti di finale                                  | -                                                                      |                                                                        |
| 30-6-1993                                                              | Quito                                                                  | Messico                                                                | 2 – 0                                                                  | Ecuador                                                                | Coppa America 1993 - Semifinale                                        | -                                                                      |                                                                        |
| 4-7-1993                                                               | Guayaquil                                                              | Argentina                                                              | 2 – 1                                                                  | Messico                                                                | Coppa America 1993 - Finale                                            | -                                                                      |                                                                        |
| 11-7-1993                                                              | Città del Messico                                                      | Messico                                                                | 9 – 0                                                                  | Martinica                                                              | Gold Cup 1993 - 1º turno                                               | -                                                                      |                                                                        |
| 15-7-1993                                                              | Città del Messico                                                      | Messico                                                                | 1 – 1                                                                  | Costa Rica                                                             | Gold Cup 1993 - 1º turno                                               | -                                                                      |                                                                        |
| 18-7-1993                                                              | Città del Messico                                                      | Messico                                                                | 8 – 0                                                                  | Canada                                                                 | Gold Cup 1993 - 1º turno                                               | -                                                                      |                                                                        |
| 22-7-1993                                                              | Città del Messico                                                      | Messico                                                                | 6 – 1                                                                  | Giamaica                                                               | Gold Cup 1993 - Semifinale                                             | -                                                                      |                                                                        |
| 25-7-1993                                                              | Città del Messico                                                      | Messico                                                                | 4 – 0                                                                  | Stati Uniti                                                            | Gold Cup 1993 - Finale                                                 | -                                                                      |                                                                        |
| 8-8-1993                                                               | Maceió                                                                 | Brasile                                                                | 1 – 1                                                                  | Messico                                                                | Amichevole                                                             | -                                                                      |                                                                        |
| 19-1-1994                                                              | San Diego                                                              | Messico                                                                | 1 – 1                                                                  | Bulgaria                                                               | Amichevole                                                             | -                                                                      |                                                                        |
| 26-1-1994                                                              | Oakland                                                                | Messico                                                                | 1 – 5                                                                  | Svizzera                                                               | Amichevole                                                             | -                                                                      |                                                                        |
| 2-2-1994                                                               | Oakland                                                                | Messico                                                                | 1 – 4                                                                  | Russia                                                                 | Amichevole                                                             | -                                                                      |                                                                        |
| 24-2-1994                                                              | Fresno                                                                 | Messico                                                                | 2 – 1                                                                  | Svezia                                                                 | Amichevole                                                             | -                                                                      |                                                                        |
| 2-3-1994                                                               | Città del Messico                                                      | Messico                                                                | 0 – 0                                                                  | Colombia                                                               | Amichevole                                                             | -                                                                      |                                                                        |
| 11-6-1994                                                              | Miami                                                                  | Messico                                                                | 3 – 0                                                                  | Irlanda del Nord                                                       | Amichevole                                                             | -                                                                      |                                                                        |
| 19-6-1994                                                              | Washington                                                             | Messico                                                                | 0 – 1                                                                  | Norvegia                                                               | Mondiali 1994 - 1º turno                                               | -                                                                      |                                                                        |
| 24-6-1994                                                              | Orlando                                                                | Irlanda                                                                | 1 – 2                                                                  | Messico                                                                | Mondiali 1994 - 1º turno                                               | -                                                                      |                                                                        |
| 28-6-1994                                                              | Washington                                                             | Italia                                                                 | 1 – 1                                                                  | Messico                                                                | Mondiali 1994 - 1º turno                                               | -                                                                      |                                                                        |
| 5-7-1994                                                               | New Jersey                                                             | Messico                                                                | 1 – 1 dts (1 – 3 dtr)                                                  | Bulgaria                                                               | Mondiali 1994 - Ottavi di finale                                       | -                                                                      |                                                                        |
| 14-12-1994                                                             | Città del Messico                                                      | Messico                                                                | 5 – 1                                                                  | Ungheria                                                               | Amichevole                                                             | 1                                                                      |                                                                        |
| 6-1-1995                                                               | Riyadh                                                                 | Arabia Saudita                                                         | 0 – 2                                                                  | Messico                                                                | Conf. Cup 1995 - 1º turno                                              | -                                                                      |                                                                        |
| 10-1-1995                                                              | Riyadh                                                                 | Danimarca                                                              | 1 – 1 (4 – 2 dtr)                                                      | Messico                                                                | Conf. Cup 1995 - Semifinale                                            | -                                                                      |                                                                        |
| 13-1-1995                                                              | Riyadh                                                                 | Messico                                                                | 1 – 1 dts (5 – 4 dtr)                                                  | Nigeria                                                                | Conf. Cup 1995 - Finale 3º posto                                       | -                                                                      |                                                                        |
| 1-2-1995                                                               | San Francisco                                                          | Messico                                                                | 1 – 0                                                                  | Uruguay                                                                | Amichevole                                                             | -                                                                      |                                                                        |
| 29-3-1995                                                              | Los Angeles                                                            | Cile                                                                   | 2 – 1                                                                  | Messico                                                                | Amichevole                                                             | -                                                                      |                                                                        |
| 21-6-1995                                                              | Washington                                                             | Messico                                                                | 2 – 2                                                                  | Colombia                                                               | Amichevole                                                             | -                                                                      |                                                                        |
| 24-6-1995                                                              | Dallas                                                                 | Messico                                                                | 2 – 1                                                                  | Nigeria                                                                | Amichevole                                                             | -                                                                      |                                                                        |
| 6-7-1995                                                               | Maldonado                                                              | Paraguay                                                               | 2 – 1                                                                  | Messico                                                                | Coppa America 1995 - 1º turno                                          | -                                                                      |                                                                        |
| 9-7-1995                                                               | Maldonado                                                              | Messico                                                                | 3 – 1                                                                  | Venezuela                                                              | Coppa America 1995 - 1º turno                                          | -                                                                      |                                                                        |
| 13-7-1995                                                              | Montevideo                                                             | Uruguay                                                                | 1 – 1                                                                  | Messico                                                                | Coppa America 1995 - 1º turno                                          | -                                                                      |                                                                        |
| 17-7-1995                                                              | Paysandú                                                               | Stati Uniti                                                            | 0 – 0 dts (4 – 1 dtr)                                                  | Messico                                                                | Coppa America 1995 - Quarti di finale                                  | -                                                                      |                                                                        |
| 11-10-1995                                                             | Boston                                                                 | Messico                                                                | 2 – 1                                                                  | Arabia Saudita                                                         | Amichevole                                                             | 1                                                                      |                                                                        |
| 16-11-1995                                                             | Monterrey                                                              | Messico                                                                | 1 – 4                                                                  | Jugoslavia                                                             | Amichevole                                                             | -                                                                      |                                                                        |
| 30-11-1995                                                             | Los Angeles                                                            | Colombia                                                               | 2 – 2                                                                  | Messico                                                                | Amichevole                                                             | -                                                                      |                                                                        |
| 6-12-1995                                                              | Hermosillo                                                             | Messico                                                                | 1 – 2                                                                  | Slovenia                                                               | Amichevole                                                             | -                                                                      |                                                                        |
| 11-1-1996                                                              | San Diego                                                              | Saint Vincent e Grenadine                                              | 0 – 5                                                                  | Messico                                                                | Gold Cup 1996 - 1º turno                                               | -                                                                      |                                                                        |
| 14-1-1996                                                              | San Diego                                                              | Messico                                                                | 1 – 0                                                                  | Guatemala                                                              | Gold Cup 1996 - 1º turno                                               | -                                                                      |                                                                        |
| 19-1-1996                                                              | San Diego                                                              | Messico                                                                | 1 – 0                                                                  | Guatemala                                                              | Gold Cup 1996 - Semifinale                                             | -                                                                      |                                                                        |
| 21-1-1996                                                              | Los Angeles                                                            | Messico                                                                | 2 – 0                                                                  | Brasile                                                                | Gold Cup 1996 - Finale                                                 | -                                                                      |                                                                        |
| 18-5-1996                                                              | Chicago                                                                | Messico                                                                | 5 – 2                                                                  | Slovacchia                                                             | Amichevole                                                             | -                                                                      |                                                                        |
| 23-5-1996                                                              | Shimizu                                                                | Messico                                                                | 0 – 0                                                                  | Jugoslavia                                                             | Amichevole                                                             | -                                                                      |                                                                        |
| 29-5-1996                                                              | Fukuoka                                                                | Giappone                                                               | 3 – 2                                                                  | Messico                                                                | Amichevole                                                             | -                                                                      |                                                                        |
| 8-6-1996                                                               | Dallas                                                                 | Bolivia                                                                | 0 – 1                                                                  | Messico                                                                | Amichevole                                                             | -                                                                      |                                                                        |
| 12-6-1996                                                              | New York                                                               | Messico                                                                | 2 – 2                                                                  | Irlanda                                                                | Amichevole                                                             | -                                                                      |                                                                        |
| 16-6-1996                                                              | Pasadena                                                               | Stati Uniti                                                            | 2 – 2                                                                  | Messico                                                                | Amichevole                                                             | -                                                                      |                                                                        |
| 31-8-1996                                                              | Parigi                                                                 | Francia                                                                | 1 – 0                                                                  | Messico                                                                | Amichevole                                                             | -                                                                      |                                                                        |
| 15-9-1996                                                              | Kingstown                                                              | Saint Vincent e Grenadine                                              | 0 – 3                                                                  | Messico                                                                | Qual. Mondiali 1998                                                    | -                                                                      |                                                                        |
| 21-9-1996                                                              | San Pedro Sula                                                         | Honduras                                                               | 2 – 1                                                                  | Messico                                                                | Qual. Mondiali 1998                                                    | -                                                                      |                                                                        |
| 16-10-1996                                                             | Città del Messico                                                      | Messico                                                                | 2 – 1                                                                  | Giamaica                                                               | Qual. Mondiali 1998                                                    | -                                                                      |                                                                        |
| 6-11-1996                                                              | Città del Messico                                                      | Messico                                                                | 3 – 1                                                                  | Honduras                                                               | Qual. Mondiali 1998                                                    | -                                                                      |                                                                        |
| 20-11-1996                                                             | Città del Messico                                                      | Messico                                                                | 3 – 1                                                                  | El Salvador                                                            | Amichevole                                                             | -                                                                      |                                                                        |
| 17-1-1997                                                              | San Diego                                                              | Messico                                                                | 3 – 1                                                                  | Danimarca                                                              | Amichevole                                                             | -                                                                      |                                                                        |
| 19-1-1997                                                              | Pasadena                                                               | Stati Uniti                                                            | 0 – 2                                                                  | Messico                                                                | Amichevole                                                             | -                                                                      |                                                                        |
| 22-1-1997                                                              | Pasadena                                                               | Perù                                                                   | 0 – 0                                                                  | Messico                                                                | Amichevole                                                             | -                                                                      |                                                                        |
| 2-3-1997                                                               | Città del Messico                                                      | Messico                                                                | 4 – 0                                                                  | Canada                                                                 | Qual. Mondiali 1998                                                    | -                                                                      |                                                                        |
| 16-3-1997                                                              | San Jose                                                               | Costa Rica                                                             | 0 – 0                                                                  | Messico                                                                | Qual. Mondiali 1998                                                    | -                                                                      |                                                                        |
| 29-3-1997                                                              | Londra                                                                 | Inghilterra                                                            | 2 – 0                                                                  | Messico                                                                | Amichevole                                                             | -                                                                      |                                                                        |
| 13-4-1997                                                              | Città del Messico                                                      | Messico                                                                | 6 – 0                                                                  | Giamaica                                                               | Qual. Mondiali 1998                                                    | -                                                                      |                                                                        |
| 20-4-1997                                                              | Boston                                                                 | Stati Uniti                                                            | 2 – 2                                                                  | Messico                                                                | Qual. Mondiali 1998                                                    | -                                                                      |                                                                        |
| 30-4-1997                                                              | Miami                                                                  | Brasile                                                                | 4 – 0                                                                  | Messico                                                                | Amichevole                                                             | -                                                                      |                                                                        |
| 8-6-1997                                                               | San Salvador                                                           | El Salvador                                                            | 0 – 1                                                                  | Messico                                                                | Qual. Mondiali 1998                                                    | -                                                                      |                                                                        |
| 13-6-1997                                                              | Santa Cruz                                                             | Messico                                                                | 2 – 1                                                                  | Colombia                                                               | Coppa America 1997 - 1º turno                                          | -                                                                      |                                                                        |
| 16-6-1997                                                              | Santa Cruz                                                             | Messico                                                                | 2 – 3                                                                  | Brasile                                                                | Coppa America 1997 - 1º turno                                          | -                                                                      |                                                                        |
| 19-6-1997                                                              | Santa Cruz                                                             | Costa Rica                                                             | 1 – 1                                                                  | Messico                                                                | Coppa America 1997 - 1º turno                                          | -                                                                      |                                                                        |
| 22-6-1997                                                              | Cochabamba                                                             | Ecuador                                                                | 1 – 1 dts (3 – 4 dtr)                                                  | Messico                                                                | Coppa America 1997 - Ottavi di finale                                  | -                                                                      |                                                                        |
| 25-6-1997                                                              | La Paz                                                                 | Messico                                                                | 0 – 2                                                                  | Bolivia                                                                | Coppa America 1997 - Quarti di finale                                  | -                                                                      |                                                                        |
| 12-10-1997                                                             | Edmonton                                                               | Canada                                                                 | 2 – 2                                                                  | Messico                                                                | Qual. Mondiali 1998                                                    | -                                                                      |                                                                        |
| 2-11-1997                                                              | Città del Messico                                                      | Messico                                                                | 0 – 0                                                                  | Stati Uniti                                                            | Qual. Mondiali 1998                                                    | -                                                                      |                                                                        |
| 9-11-1997                                                              | Città del Messico                                                      | Messico                                                                | 3 – 3                                                                  | Costa Rica                                                             | Qual. Mondiali 1998                                                    | -                                                                      |                                                                        |
| 16-11-1997                                                             | Kingston                                                               | Giamaica                                                               | 0 – 0                                                                  | Messico                                                                | Qual. Mondiali 1998                                                    | -                                                                      |                                                                        |
| 12-12-1997                                                             | Riyadh                                                                 | Australia                                                              | 3 – 1                                                                  | Messico                                                                | Conf. Cup 1997 - 1º turno                                              | -                                                                      |                                                                        |
| 14-12-1997                                                             | Riyadh                                                                 | Messico                                                                | 5 – 0                                                                  | Arabia Saudita                                                         | Conf. Cup 1997 - 1º turno                                              | -                                                                      |                                                                        |
| 16-12-1997                                                             | Riyadh                                                                 | Messico                                                                | 2 – 3                                                                  | Brasile                                                                | Conf. Cup 1997 - 1º turno                                              | -                                                                      |                                                                        |
| 4-2-1998                                                               | Oakland                                                                | Trinidad e Tobago                                                      | 2 – 4                                                                  | Messico                                                                | Gold Cup 1998 - 1º turno                                               | -                                                                      |                                                                        |
| 7-2-1998                                                               | Oakland                                                                | Honduras                                                               | 0 – 2                                                                  | Messico                                                                | Gold Cup 1998 - 1º turno                                               | -                                                                      |                                                                        |
| 12-2-1998                                                              | Los Angeles                                                            | Giamaica                                                               | 0 – 1 dts                                                              | Messico                                                                | Gold Cup 1998 - Semifinale                                             | -                                                                      |                                                                        |
| 15-2-1998                                                              | Los Angeles                                                            | Stati Uniti                                                            | 0 – 1                                                                  | Messico                                                                | Gold Cup 1998 - Finale                                                 | -                                                                      |                                                                        |
| 15-4-1998                                                              | Los Angeles                                                            | Perù                                                                   | 0 – 1                                                                  | Messico                                                                | Amichevole                                                             | -                                                                      |                                                                        |
| 9-5-1998                                                               | Montecatini Terme                                                      | Estonia                                                                | 0 – 6                                                                  | Messico                                                                | Amichevole                                                             | -                                                                      |                                                                        |
| 20-5-1998                                                              | Oslo                                                                   | Norvegia                                                               | 5 – 2                                                                  | Messico                                                                | Amichevole                                                             | -                                                                      |                                                                        |
| 23-5-1998                                                              | Dublino                                                                | Irlanda                                                                | 0 – 0                                                                  | Messico                                                                | Amichevole                                                             | -                                                                      |                                                                        |
| 31-5-1998                                                              | Losanna                                                                | Giappone                                                               | 1 – 2                                                                  | Messico                                                                | Amichevole                                                             | -                                                                      |                                                                        |
| 13-6-1998                                                              | Lione                                                                  | Messico                                                                | 3 – 1                                                                  | Corea del Sud                                                          | Mondiali 1998 - 1º turno                                               | -                                                                      |                                                                        |
| 20-6-1998                                                              | Bordeaux                                                               | Messico                                                                | 2 – 2                                                                  | Belgio                                                                 | Mondiali 1998 - 1º turno                                               | -                                                                      |                                                                        |
| 25-6-1998                                                              | Saint-Étienne                                                          | Paesi Bassi                                                            | 2 – 2                                                                  | Messico                                                                | Mondiali 1998 - 1º turno                                               | -                                                                      |                                                                        |
| 29-6-1998                                                              | Montpellier                                                            | Germania                                                               | 2 – 1                                                                  | Messico                                                                | Mondiali 1998 - Ottavi di finale                                       | -                                                                      |                                                                        |
| 10-2-1999                                                              | Los Angeles                                                            | Argentina                                                              | 1 – 0                                                                  | Messico                                                                | Amichevole                                                             | -                                                                      |                                                                        |
| 19-2-1999                                                              | Hong Kong                                                              | Messico                                                                | 3 – 0                                                                  | Egitto                                                                 | Amichevole                                                             | -                                                                      |                                                                        |
| 11-3-1999                                                              | Teheran                                                                | Bolivia                                                                | 1 – 2                                                                  | Messico                                                                | Amichevole                                                             | -                                                                      |                                                                        |
| 9-6-1999                                                               | Chicago                                                                | Messico                                                                | 2 – 2                                                                  | Argentina                                                              | Amichevole                                                             | -                                                                      |                                                                        |
| 12-6-1999                                                              | Seul                                                                   | Corea del Sud                                                          | 1 – 1                                                                  | Messico                                                                | Amichevole                                                             | -                                                                      |                                                                        |
| 16-6-1999                                                              | Seul                                                                   | Croazia                                                                | 2 – 1                                                                  | Messico                                                                | Amichevole                                                             | -                                                                      |                                                                        |
| 18-6-1999                                                              | Seul                                                                   | Messico                                                                | 2 – 0                                                                  | Egitto                                                                 | Amichevole                                                             | -                                                                      |                                                                        |
| 30-6-1999                                                              | Ciudad del Este                                                        | Messico                                                                | 1 – 0                                                                  | Cile                                                                   | Coppa America 1999 - 1º turno                                          | -                                                                      |                                                                        |
| 3-7-1999                                                               | Ciudad del Este                                                        | Brasile                                                                | 2 – 1                                                                  | Messico                                                                | Coppa America 1999 - 1º turno                                          | -                                                                      |                                                                        |
| 6-7-1999                                                               | Ciudad del Este                                                        | Messico                                                                | 3 – 1                                                                  | Venezuela                                                              | Coppa America 1999 - 1º turno                                          | -                                                                      |                                                                        |
| 10-7-1999                                                              | Asunción                                                               | Perù                                                                   | 3 – 3 (2 – 4 dtr)                                                      | Messico                                                                | Coppa America 1999 - Quarti di finale                                  | -                                                                      |                                                                        |
| 14-7-1999                                                              | Ciudad del Este                                                        | Brasile                                                                | 2 – 0                                                                  | Messico                                                                | Coppa America 1999 - Semifinale                                        | -                                                                      |                                                                        |
| 24-7-1999                                                              | Città del Messico                                                      | Messico                                                                | 5 – 1                                                                  | Arabia Saudita                                                         | Conf. Cup 1999 - 1º turno                                              | -                                                                      |                                                                        |
| 27-7-1999                                                              | Città del Messico                                                      | Egitto                                                                 | 2 – 2                                                                  | Messico                                                                | Conf. Cup 1999 - 1º turno                                              | -                                                                      |                                                                        |
| 29-7-1999                                                              | Città del Messico                                                      | Messico                                                                | 1 – 0                                                                  | Bolivia                                                                | Conf. Cup 1999 - 1º turno                                              | -                                                                      |                                                                        |
| 1-8-1999                                                               | Città del Messico                                                      | Stati Uniti                                                            | 0 – 1 dts                                                              | Messico                                                                | Conf. Cup 1999 - Quarti di finale                                      | -                                                                      |                                                                        |
| 4-8-1999                                                               | Città del Messico                                                      | Messico                                                                | 4 – 3                                                                  | Brasile                                                                | Conf. Cup 1999 - Semifinale                                            | -                                                                      |                                                                        |
| 13-10-1999                                                             | Chicago                                                                | Paraguay                                                               | 1 – 0                                                                  | Messico                                                                | Amichevole                                                             | -                                                                      |                                                                        |
| 9-1-2000                                                               | Oakland                                                                | Iran                                                                   | 1 – 2                                                                  | Messico                                                                | Amichevole                                                             | -                                                                      |                                                                        |
| 20-1-2000                                                              | Monterrey                                                              | Messico                                                                | 3 – 1                                                                  | Romania                                                                | Amichevole                                                             | -                                                                      |                                                                        |
| 5-2-2000                                                               | Hong Kong                                                              | Giappone                                                               | 0 – 1                                                                  | Messico                                                                | Amichevole                                                             | -                                                                      |                                                                        |
| 8-2-2000                                                               | Hong Kong                                                              | Rep. Ceca                                                              | 1 – 2                                                                  | Messico                                                                | Amichevole                                                             | -                                                                      |                                                                        |
| 13-2-2000                                                              | San Diego                                                              | Trinidad e Tobago                                                      | 0 – 4                                                                  | Messico                                                                | Gold Cup 2000 - 1º turno                                               | -                                                                      |                                                                        |
| 17-2-2000                                                              | Los Angeles                                                            | Guatemala                                                              | 1 – 1                                                                  | Messico                                                                | Gold Cup 2000 - 1º turno                                               | -                                                                      |                                                                        |
| 20-2-2000                                                              | San Diego                                                              | Canada                                                                 | 2 – 1 dts                                                              | Messico                                                                | Gold Cup 2000 - Quarti di finale                                       | -                                                                      |                                                                        |
| 1-7-2000                                                               | San Francisco                                                          | El Salvador                                                            | 0 – 3                                                                  | Messico                                                                | Amichevole                                                             | -                                                                      |                                                                        |
| 5-7-2000                                                               | Monterrey                                                              | Messico                                                                | 2 – 1                                                                  | Venezuela                                                              | Amichevole                                                             | -                                                                      |                                                                        |
| 16-7-2000                                                              | Panama                                                                 | Panama                                                                 | 0 – 1                                                                  | Messico                                                                | Qual. Mondiali 2002                                                    | -                                                                      |                                                                        |
| 23-7-2000                                                              | Port of Spain                                                          | Trinidad e Tobago                                                      | 1 – 0                                                                  | Messico                                                                | Qual. Mondiali 2002                                                    | -                                                                      |                                                                        |
| 15-8-2000                                                              | Città del Messico                                                      | Messico                                                                | 2 – 0                                                                  | Canada                                                                 | Qual. Mondiali 2002                                                    | -                                                                      |                                                                        |
| 3-9-2000                                                               | Città del Messico                                                      | Messico                                                                | 7 – 1                                                                  | Panama                                                                 | Qual. Mondiali 2002                                                    | -                                                                      |                                                                        |
| 20-9-2000                                                              | San Diego                                                              | Ecuador                                                                | 0 – 2                                                                  | Messico                                                                | Amichevole                                                             | -                                                                      |                                                                        |
| 27-9-2000                                                              | San Jose                                                               | Bolivia                                                                | 0 – 1                                                                  | Messico                                                                | Amichevole                                                             | -                                                                      |                                                                        |
| 8-10-2000                                                              | Città del Messico                                                      | Messico                                                                | 7 – 0                                                                  | Trinidad e Tobago                                                      | Qual. Mondiali 2002                                                    | -                                                                      |                                                                        |
| 15-11-2000                                                             | Toronto                                                                | Canada                                                                 | 0 – 0                                                                  | Messico                                                                | Qual. Mondiali 2002                                                    | -                                                                      |                                                                        |
| 20-12-2000                                                             | Los Angeles                                                            | Argentina                                                              | 2 – 0                                                                  | Messico                                                                | Amichevole                                                             | -                                                                      |                                                                        |
| 24-1-2001                                                              | Morelia                                                                | Messico                                                                | 0 – 2                                                                  | Bulgaria                                                               | Amichevole                                                             | -                                                                      |                                                                        |
| 31-1-2001                                                              | Los Angeles                                                            | Messico                                                                | 2 – 3                                                                  | Colombia                                                               | Amichevole                                                             | 1                                                                      |                                                                        |
| 28-2-2001                                                              | Columbus                                                               | Stati Uniti                                                            | 2 – 0                                                                  | Messico                                                                | Qual. Mondiali 2002                                                    | -                                                                      |                                                                        |
| 7-3-2001                                                               | Guadalajara                                                            | Messico                                                                | 3 – 3                                                                  | Brasile                                                                | Amichevole                                                             | 1                                                                      |                                                                        |
| 25-3-2001                                                              | Città del Messico                                                      | Messico                                                                | 4 – 0                                                                  | Giamaica                                                               | Qual. Mondiali 2002                                                    | -                                                                      |                                                                        |
| 11-4-2001                                                              | Monterrey                                                              | Messico                                                                | 1 – 0                                                                  | Cile                                                                   | Amichevole                                                             | -                                                                      |                                                                        |
| 25-4-2001                                                              | Port of Spain                                                          | Trinidad e Tobago                                                      | 1 – 1                                                                  | Messico                                                                | Qual. Mondiali 2002                                                    | -                                                                      |                                                                        |
| 25-5-2001                                                              | Liverpool                                                              | Inghilterra                                                            | 4 – 0                                                                  | Messico                                                                | Amichevole                                                             | -                                                                      |                                                                        |
| 30-5-2001                                                              | Suwon                                                                  | Australia                                                              | 2 – 0                                                                  | Messico                                                                | Conf. Cup 2001 - 1º turno                                              | -                                                                      |                                                                        |
| 1-6-2001                                                               | Ulsan                                                                  | Corea del Sud                                                          | 2 – 1                                                                  | Messico                                                                | Conf. Cup 2001 - 1º turno                                              | -                                                                      |                                                                        |
| 3-6-2001                                                               | Ulsan                                                                  | Francia                                                                | 4 – 0                                                                  | Messico                                                                | Conf. Cup 2001 - 1º turno                                              | -                                                                      |                                                                        |
| 16-6-2001                                                              | Città del Messico                                                      | Messico                                                                | 1 – 2                                                                  | Costa Rica                                                             | Qual. Mondiali 2002                                                    | -                                                                      |                                                                        |
| 20-6-2001                                                              | Tegucigalpa                                                            | Honduras                                                               | 3 – 1                                                                  | Messico                                                                | Qual. Mondiali 2002                                                    | -                                                                      |                                                                        |
| 1-7-2001                                                               | Città del Messico                                                      | Messico                                                                | 1 – 0                                                                  | Stati Uniti                                                            | Qual. Mondiali 2002                                                    | -                                                                      |                                                                        |
| 23-8-2001                                                              | Veracruz                                                               | Messico                                                                | 5 – 4                                                                  | Liberia                                                                | Amichevole                                                             | -                                                                      |                                                                        |
| 2-9-2001                                                               | Kingston                                                               | Giamaica                                                               | 1 – 2                                                                  | Messico                                                                | Qual. Mondiali 2002                                                    | -                                                                      |                                                                        |
| 5-9-2001                                                               | Città del Messico                                                      | Messico                                                                | 3 – 0                                                                  | Trinidad e Tobago                                                      | Qual. Mondiali 2002                                                    | -                                                                      |                                                                        |
| 31-10-2001                                                             | Puebla                                                                 | Messico                                                                | 4 – 1                                                                  | El Salvador                                                            | Amichevole                                                             | -                                                                      |                                                                        |
| 11-11-2001                                                             | Città del Messico                                                      | Messico                                                                | 3 – 0                                                                  | Honduras                                                               | Qual. Mondiali 2002                                                    | -                                                                      |                                                                        |
| 14-11-2001                                                             | Huelva                                                                 | Spagna                                                                 | 1 – 0                                                                  | Messico                                                                | Amichevole                                                             | -                                                                      |                                                                        |
| 13-2-2002                                                              | Phoenix                                                                | Jugoslavia                                                             | 2 – 1                                                                  | Messico                                                                | Amichevole                                                             | -                                                                      |                                                                        |
| 13-3-2002                                                              | San Antonio                                                            | Messico                                                                | 4 – 0                                                                  | Albania                                                                | Amichevole                                                             | -                                                                      |                                                                        |
| 15-10-2003                                                             | Chicago                                                                | Uruguay                                                                | 2 – 0                                                                  | Messico                                                                | Amichevole                                                             | -                                                                      |                                                                        |
| 13-7-2004                                                              | Piura                                                                  | Messico                                                                | 2 – 1                                                                  | Ecuador                                                                | Coppa America 2004 - 1º turno                                          | -                                                                      |                                                                        |
| 14-12-2005                                                             | Budapest                                                               | Ungheria                                                               | 0 – 2                                                                  | Messico                                                                | Amichevole                                                             | -                                                                      |                                                                        |
| 29-3-2006                                                              | Asunción                                                               | Paraguay                                                               | 1 – 2                                                                  | Messico                                                                | Amichevole                                                             | -                                                                      |                                                                        |
| 5-5-2006                                                               | Caracas                                                                | Venezuela                                                              | 0 – 1                                                                  | Messico                                                                | Amichevole                                                             | -                                                                      |                                                                        |
| 12-5-2006                                                              | Kinshasa                                                               | RD del Congo                                                           | 1 – 2                                                                  | Messico                                                                | Amichevole                                                             | -                                                                      |                                                                        |
| 27-5-2006                                                              | Saint-Denis                                                            | Francia                                                                | 1 – 0                                                                  | Messico                                                                | Amichevole                                                             | -                                                                      |                                                                        |
| 1-6-2006                                                               | Eindhoven                                                              | Paesi Bassi                                                            | 2 – 1                                                                  | Messico                                                                | Amichevole                                                             | -                                                                      |                                                                        |
| Totale                                                                 |                                                                        | Presenze (2º posto)                                                    | 177                                                                    |                                                                        | Reti                                                                   | 6                                                                      |                                                                        |

## Palmarès

### Club

#### Competizioni nazionali
- Campionato messicano: 2

Pumas UNAM: 1991
Chivas: 1997
- InterLiga: 1

Tigres: 2005
- Honda SuperClasico: 1

Chivas USA: 2007

#### Competizioni internazionali
- CONCACAF Champions League: 1

Pumas UNAM: 1989
- Coppa Pre-Libertadores: 1

Chivas: 1998

### Nazionale
- Gold Cup: 3

1993, 1996, 1998
- Confederations Cup: 1

1999